# Meiko Kaji
Meiko Kaji (梶 芽衣子?, Kaji Meiko; Chiyoda, 24 marzo 1947) è una cantante e attrice giapponese.

## Carriera

### Attrice
Meiko Kaji è nata Masako Ōta nell'area di Kanda a Tokyo e si è diplomata alla Yakumo Academy High School di Meguro, Tokyo. Ha iniziato a lavorare nell'industria cinematografica con il suo vero nome presso lo studio Nikkatsu nel 1965 dopo essersi diplomata al liceo. Il suo primo ruolo cinematografico non protagonista fu nel 1968 in Retaliation. Nel 1969 è apparsa in Nihon Zankyoden, uno di una serie di film diretti da Masahiro Makino, che ha riconosciuto le sue capacità di recitazione e le ha fornito il nome d'arte di Meiko Kaji. Nel 1970 ha avuto un ruolo da protagonista in Blind Woman's Curse diretto da Teruo Ishii, e dal 1970 al 1971 è apparsa nella serie di film Noraneko Rokku (Stray cat/Alleycat Rock) su giovani e bande delinquenti e ribelli, apparendo in tutti e cinque i film in diversi ruoli di personaggio.
Nel 1971, la Nikkatsu si sarebbe spostata maggiormente verso la produzione nel settore dei film rosa, che erano più apertamente sessuali; e per evitare ruoli in tali film, Kaji si trasferì alla Toei Company. Lì ha recitato nella serie in quattro parti Female Prisoner Scorpion: Beast Stable di film di vendetta di donne in prigione come Nami Matsushima / "Matsu the Scorpion", una donna mandata in prigione per aver cercato vendetta e i suoi tentativi di fuga, e nel 1972 ha recitato per la prima volta nella serie di yakuza / gangster Wandering Ginza Butterfly come Higuchi Nami.
Nel 1973 recita in Lady Snowblood diretto da Toshiya Fujita e distribuito dalla Toho, film di vendetta ambientato nel Giappone di fine '800 basato sull'omonimo manga, dove interpreta la letale assassina Yuki. È considerato da molti critici il suo ruolo più famoso, in particolare al di fuori del Giappone, e in seguito avrebbe ispirato altri media, tra cui i film di Kill Bill: Volume 1 di Quentin Tarantino. Un anno dopo riprese il ruolo di Yuki nel sequel Lady Snowblood 2: Love Song of Vengeance nel 1974. Ha continuato ad apparire in diversi film di Kinji Fukasaku, come Yakuza Graveyard nel 1976 e nel 1978 ha recitato in Sonezaki Shinjū, dove ha ottenuto nomination come migliore attrice in cinque diversi premi, vincendone quattro.
Alla fine degli anni '70, Kaji ha lasciato i principali ruoli cinematografici a seguito di una combinazione di superlavoro tra programmi di produzione dilaganti e sottopagazione, ma ha avuto ruoli cinematografici occasionali negli anni '80 e 2010, tra cui Under the Open Sky nel 2020. Kaji ha anche lavorato in televisione dal 1980, nel 1989 interpretando l'informatore Omasa nel dramma televisivo Onihei Hankachō, la versione televisiva Shochiku-Fuji Television con l'attore Kabuki Nakamura Kichiemon II. Nel 2022 è apparsa nella serie antologica di Amazon Prime Video del 2022 Modern Love Tokyo per l'episodio "Nursing My Son, and Some Grievances".
Durante la sua carriera di attrice, Kaji ha ricevuto offerte di recitazione da studi cinematografici non giapponesi, compresi quelli di Hollywood, ma le ha rifiutate, poiché sentiva di non poter dare una buona performance in una lingua diversa dal giapponese.

### Carriera musicale
Kaji è anche un cantante. Ha cantato la sigla di Lady Snowblood, "Shura no Hana" (修羅の花), e la sigla della serie Female Convict Scorpion, "Urami Bushi" (怨み節). Quando entrambe queste canzoni sono state utilizzate nel film di Quentin Tarantino del 2003 Kill Bill, c'è stato un risveglio di interesse per la musica di Kaji che l'ha incoraggiata a riprendere la sua carriera musicale. Nel 2009 ha pubblicato un singolo, Onna wa yametai. Nel 2011, Kaji ha pubblicato il suo primo nuovo album in 31 anni, Aitsu no suki-so-na burūsu (あいつの好きそなブルース) con canzoni scritte da Ryudo Uzaki e Yoko Aki.
Nel maggio 2020, Kaji ha lanciato il suo canale su YouTube, sia per celebrare il suo lavoro con i fan di tutto il mondo, sia per restituire qualcosa a tutti coloro che l'hanno sostenuta.
La voce di Meiko Kaji è stata usata per campionare il primo sintetizzatore della serie Vocaloid, Sakine Meiko.

## Filmografia parziale

### Cinema
- Retaliation, regia di Yasuharu Hasebe (1968)
- Outlaw:Gangster VIP 2, regia di Toshio Masuda (1968)[10]
- Blind Woman's Curse, regia di Teruo Ishii (1970)
- Shinjuku outlaw: Step On the Gas (新宿アウトロー　ぶっ飛ばせ, Shinjuku autorō – Buttobase), regia di Toshiya Fujita (1970)

#### The Stray Cat Rock serie (1970–71)
- Stray Cat Rock: Delinquent Girl Boss, regia di Yasuharu Hasebe
- Stray Cat Rock: Wild Jumbo, regia di Toshiya Fujita
- Stray Cat Rock: Sex Hunter, regia di Yasuharu Hasebe
- Stray Cat Rock: Machine Animal, regia di Yasuharu Hasebe
- Alleycat Rock: Crazy Riders '71 (野良猫ロック　暴走集団’７１, Nora neko rokku: Bōsōshūdan '71), regia di Toshiya Fujita

#### The Sasori series (1972–73)
- Female Prisoner 701: Scorpion, regia di Shun'ya Itō
- Female Convict Scorpion: Jailhouse 41, regia di Shun'ya Itō
- Female Prisoner Scorpion: Beast Stable, regia di Shun'ya Itō
- Female Prisoner Scorpion: Grudge Song, regia di Yasuharu Hasebe

#### The Gincho series (1972)
- Wandering Ginza Butterfly, regia di Kazuhiko Yamaguchi
- Wandering Ginza Butterfly 2: She-Cat Gambler, regia di Kazuhiko Yamaguchi
- Battles Without Honor and Humanity: Deadly Fight in Hiroshima, regia di Kinji Fukasaku (1973)
- Lady Snowblood, regia di Toshiya Fujita (1973)
- Lady Snowblood 2: Love Song of Vengeance, regia di Toshiya Fujita (1974)
- The Homeless, regia di Kōichi Saitō (1974)
- New Battles Without Honor and Humanity: The Boss's Head, regia di Kinji Fukasaku (1975)
- Lullaby of the Earth (大地の子守唄, Daichi no komoriuta), regia di Yasuzō Masumura (1976)
- Yakuza Graveyard, regia di Kinji Fukasaku (1976)
- Double Suicide of Sonezaki, regia di Yasuzō Masumura (1978)
- Tree Without Leaves, regia di Kaneto Shindō (1986)
- Onihei hankacho, regia di Yoshiki Onoda (1995)
- Oh! Oku, regia di Tōru Hayashi (2006)
- Under the Open Sky, regia di Miwa Nishikawa (2020)[11]
- The Voice of Sin, regia di Doi Nobuhiro (2020)
- Kinō nani tabeta?, regia di Kazuhito Nakae (2021)[12]

### Televisione
- Ōedo Sōsamō - serie TV, (1970–1971)
- Ronin of the Wilderness - serie TV, (1972)
- Sasagawa Saho Matatabi Shirizu – Kuresakatouge e no chisou - serie TV, (1972)
- Terauchi Kantarō Ikka - serie TV, (1974)
- Sorekara no Musashi - serie TV, (1981)
- Ōoku - serie TV, (1983)
- Kaseifu wa mita! 2 - serie TV, (1984)
- Aoi hitomi no seiraifu - serie TV, (1984)
- Sutaa tanjō - serie TV, (1985)
- Tantei Kamizu Kyōsuke no satsujin suiri 8: Izu Shimoda-kaigan ni akai satsui ga hashiru - serie TV, (1988)
- Aoi sanmyaku '88 - serie TV, (1988)
- Onihei Hankachō - serie TV, (1989–2016)
- Kenkaku Shōbai - serie TV, (1998–2010)
- Kaseifu ha mita! 21 - serie TV, (2003)
- Anata no tonari ni dare ka iru - serie TV, (2003)
- Kenkaku Shobai Sukedachi - serie TV, (2004)
- Onihei Hankacho Supesharu: Yamabukiya Okatsu - serie TV, (2005)
- Nogaremono orin - serie TV, (2006)
- Hasshū mawari kuwayama jūbei - serie TV, (2007)
- Kenkyaku shobai: Haru no arashi - serie TV, (2008)
- Kekkon shinai - serie TV, (2012)
- Joiuchi: Hairyo zuma shimatsu - serie TV, (2013)
- Taxi Driver no Suiri Nisschi 34 - film TV, (2013)
- Samurai Rebellion - serie TV, (2013)
- Gokuaku Gambo - serie TV, (2014)
- Joshu Seven - serie TV, (2017)
- Kinō nani tabeta? - serie TV, (2019–2023)[13]
- Modern Love Tokyo - serie TV, (2022)[14]
- Yu Yu Hakusho - serie TV, (2023)[15]

## Discografia

### Singoli
- Jingi Komoriuta / Koi ni inochi o 仁義子守唄／恋に命を (1970)
- Inochi no Namida / Kanashii Egao 命の涙／悲しい笑顔 (1971)
- Hamabe no Meruhen / Ai he no kitai 浜辺のメルヘン／愛への期待 (1971)
- Gincho Wataridori / Gincho Buruusu 銀蝶渡り鳥／銀蝶ブルース (1972)
- Urami Bushi / Onna no Jumon 怨み節／女の呪文 (1972)
- Kaji Meiko No Miryoku 梶芽衣子の魅力{A面「さそり」サントラ、B面「銀蝶」サントラ} (1972)
- Meiko no Fute-Bushi / Onna Hagure Uta 芽衣子のふて節／おんなはぐれ唄 (1973)
- Yadokari / Kakioki やどかり／かきおき (1973)
- Hagure-Bushi / Kiba no Ballad はぐれ節／牙のバラード (1973)
- Shura no Hana / Hoo Yare Ho... 修羅の花／ほおやれほ･････ (1973)
- Jeans Blues / Ingabana ジーンズぶるうす／因果花 (1974)
- Kono Atarashii Asa ni / Ame no Yoru Anata wa この新しい朝に／雨の夜あなたは (1974)
- Meinichi / Akane Kumo 命日／あかね雲 (1975)
- Hoshii Mono Wa / Imasara Nante Shikaranaide Kudasai 欲しいものは／今更叱らないでください～恋文～ (1977)
- Fukurokouji Sanbancho / Nokoribi 袋小路三番町／残り火 (1977)
- Akane Gumo / Motomachi Chanson あかね雲／元町シャンソン (1978)
- Banka / Hiyoke Megane 晩夏／陽よけめがね (1979)
- Shuki No Uta / Aa Ii Osake 酒季の歌／ああ いいお酒 (1980)
- Atsui Sake / Nagasaki wa Ajisai-Moyou no Aishu 熱い酒／長崎はアジサイ模様の哀愁 (1980)
- Kawaita Hana / Kirisame Hotel 乾いた華／霧雨ホテル (1984)
- Fushigi Ne / Fune Ni Yurarete 不思議ね／舟にゆられて (1994)
- Onna Wo Yametai / Omoide-Biyori 女をやめたい／思い出日和 (2009)

### Album
- Gincho Wataridori 銀蝶渡り鳥 (1972)
- Hajiki Shishu はじき詩集 (1973)
- Orijinaru Besuto 12: Yadokari やどかり〈オリジナルベスト12〉(1973)
- Otoko Onna Kokoro No Aika 男・女・こころの哀歌 (1974)
- Golden Star Twin Deluxe ゴールデンスター・ツイン・デラックス (1974)
- Sareyo Sareyo Kanashimi No Shirabe 去れよ、去れよ、悲しみの調べ (1974)
- Kyou No Wagami Wa... きょうの我が身は･････ (1975)
- Akane Gumo あかね雲 (1978)
- Wakare Urami Namida Uta 別れ 怨み 涙うた (1979)
- Shuki No Uta 酒季の歌 (1980)
- Zenkyoku Shu 全曲集 (2004)
- Meiko Kaji – Best Collection 梶芽衣子ベスト・コレクション (2010)
- Aitsu No Suki Sona Burusu あいつの好きそなブルース (2011)

## Riconoscimenti
3rd Hochi Film Award
- Vinto: Miglior attrice per The Love Suicides at Sonezaki

75th Mainichi Film Awards
- Vinto: Kinuyo Tanaka Award per la carriera

## Doppiatori italiani
Nelle versioni in italiano nelle opere in cui ha recitato, Meiko Kaji è stata doppiata da:
- Paola Majano in Yu Yu Hakusho